# Orthotrichia menarika
Orthotrichia menarika är en nattsländeart som beskrevs av Wells 1990. Orthotrichia menarika ingår i släktet Orthotrichia och familjen smånattsländor. Inga underarter finns listade i Catalogue of Life.